# Polygala nudicaulis
Polygala nudicaulis är en jungfrulinsväxtart som beskrevs av Alfred William Bennett. Polygala nudicaulis ingår i släktet jungfrulinssläktet, och familjen jungfrulinsväxter. Inga underarter finns listade i Catalogue of Life.